# レーシングスーツ

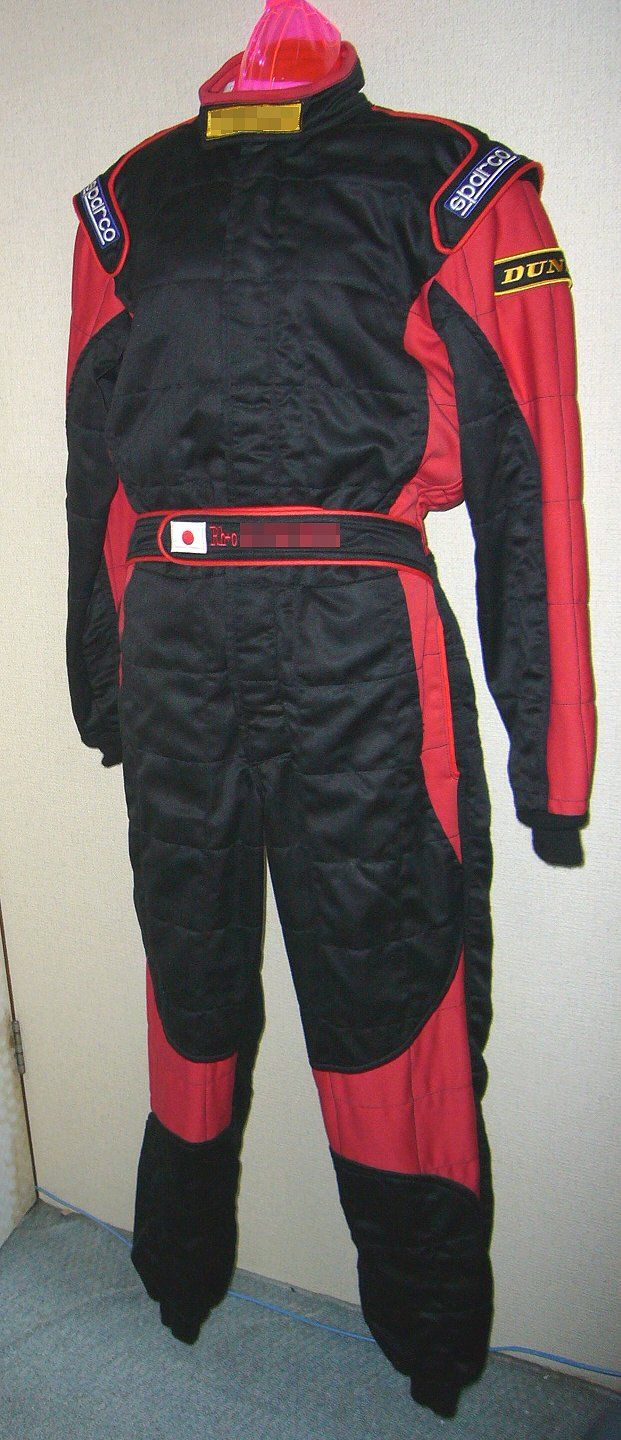
自動車ラリー用のレーシングスーツ

レーシングスーツは、タイムを競う各種運動競技の競技者、ピットクルーなどが着用する衣服である。
スキー用、スピードスケート用、そり競技用、陸上競技用などがある。スカイスポーツ用は、通常パイロットスーツと呼ばれる。本項目では、モータースポーツ用のものについて記す。

## 種別
ツナギとも呼ばれる。特に、革製のものは革ツナギと呼ばれ、四輪車用はドライビングスーツ、二輪車用はライディングスーツとも呼ばれる。
モータースポーツ用のレーシングスーツは、アクシデントに対応するための特殊な機能を持っている。モータースポーツの種別によって想定されるアクシデントが異なるため、様々な種類がある。

### 四輪車用
四輪車によるモータースポーツでは、事故時にドライバーやコ・ドライバー（ナビゲーター）が車室に閉じ込められたまま火災に遭う危険性があるため、耐火性素材が用いられる。
また、選手を車外に引っ張り出せるようにするため、肩部分と腰部分には取っ手になる丈夫なフラップ（脱出用掴み）が付けられている。

### レーシングカート用
レーシングカートや全地形対応車は、車体構造がシンプルでドライバーの体がむき出しとなっていることから、事故時にドライバーが車両から飛ばされ、路面に叩き付けられる恐れがあるため、皮革製など強い摩擦に耐えられる素材によるツナギ服と、脊髄などを守るプロテクターが内蔵されているものが用いられる。

### 二輪車用
二輪車によるモータースポーツでは、事故時にライダーが車両から飛ばされ路面に叩き付けられる危険性があるため、衝撃を受け止め、ライダーの身体を守ることが最重要視される。
ロードレースなどでは、皮革製など強い摩擦にも耐えられる素材による上下が一体となったツナギ服と、脊髄などを守るプロテクターが用いられるのが通例である。
モトクロスやトライアルでは、肘・膝など転倒した際に衝撃を受けやすい場所にプロテクターを仕込んだ服が用いられる。

## 主なメーカー
- スパルコ（四輪）
- OMPレーシング（英語版）（四輪）
- モモ（四輪）
- プーマ
- クシタニ（二輪）
- コミネ（二輪）
- 南海部品（二輪）
- カドヤ（二輪）
- アサヒライズ
- 無限電光
- ホンダアクセス
- カワサキモータースジャパン
- チャンピオン
- タカイレーシング
- 5ZIGENインターナショナル
- 山田辰
- タニダ
- ヒョウドウプロダクツ（二輪）
- ダイネーゼ（二輪）

- ジョー・ロケット（二輪）
- テクニーク（二輪）
- アルパインスターズ（二輪・四輪）
- アレンネス（二輪）
- ベリック（二輪）
- SPIDI（二輪）
- アールエスタイチ（二輪）
- アチーブ（二輪）
- セクレテール（二輪）
- デグナー（二輪）
- エフワン（二輪）
- アクソースポーツ（二輪）
- stand21
- バーブァー
- バイカーズ
- ラフアンドロードスポーツ（二輪）
- バギー
- ハロルズギア

- パワーエイジ
- EVS
- JRP
- NHRA
- エス・ケー・ワイ
- アプリア
- イエローコーン
- エアロレザー
- カスタムベイツレザー（二輪）
- バンソン（二輪）
- RSAレザーズ（二輪）
- シンプソン・パフォーマンス・プロダクツ（二輪・四輪）
- マディフ（二輪）
- レアーズ（四輪・カート）
- ジーピーカンパニー（二輪）
- レブイット（二輪）
- スコイコ（二輪）